# Adrian Sălăgeanu
Adrian Sălăgeanu (n. 9 aprilie 1983 în Carei) este un fotbalist român care joacă pentru echipa FC Olimpia Satu Mare. A debutat pentru echipa națională a României într-un meci amical împotriva Ciprului, la data de 9 februarie 2011.

## Titluri
Oțelul Galați
- Liga I (1): 2010-2011[2]